# Triatlon op de Middellandse Zeespelen
Triatlon is een sport die in 2018 voor de eerste (en meteen ook laatste) keer op het programma van de Middellandse Zeespelen stond.

## Geschiedenis
Triatlon stond in 2018 voor het eerst op het programma van de Middellandse Zeespelen. Zowel de mannen als de vrouwen streden om de medailles. De eerste twee titels uit de geschiedenis gingen allebei naar Portugal: João José Pereira bij de mannen en Melanie Santos bij de vrouwen. In 2022 verdween triatlon weer van het programma.

## Onderdelen
| Onderdeel | 51 | 55 | 59 | 63 | 67 | 71 | 75 | 79 | 83 | 87 | 91 | 93 | 97 | 01 | 05 | 09 | 13 | 18 | 22 | Totaal |
| --------- | -- | -- | -- | -- | -- | -- | -- | -- | -- | -- | -- | -- | -- | -- | -- | -- | -- | -- | -- | ------ |
| Mannen    |    |    |    |    |    |    |    |    |    |    |    |    |    |    |    |    |    | •  |    | 1      |
| Vrouwen   |    |    |    |    |    |    |    |    |    |    |    |    |    |    |    |    |    | •  |    | 1      |
| Totaal    | 0  | 0  | 0  | 0  | 0  | 0  | 0  | 0  | 0  | 0  | 0  | 0  | 0  | 0  | 0  | 0  | 0  | 2  | 0  | 2      |

## Medaillespiegel
| Plaats | Land     | Goud | Zilver | Brons | Totaal |
| 1      | Portugal | 2    | 0      | 0     | 2      |
| 2      | Spanje   | 0    | 2      | 1     | 3      |
| 3      | Italië   | 0    | 0      | 1     | 1      |
| Totaal | Totaal   | 2    | 2      | 2     | 6      |

2018
Jaren: 1951 · 1955 · 1959 · 1963 · 1967 · 1971 · 1975 · 1979 · 1983 · 1987 · 1991 · 1993 · 1997 · 2001 · 2005 · 2009 · 2013 · 2018 · 2022 · 2026 · 2030
Sporten: Atletiek · Badminton · Basketbal · Bocce · Boksen · Boogschieten · Gewichtheffen · Golf · Gymnastiek · Handbal · Hockey · Judo · Kanovaren · Karate · Paardensport · Roeien · Rolhockey · Rugby · Schermen · Schietsport · Schoonspringen · Taekwondo · Tafeltennis · Tennis · Triatlon · Voetbal · Volleybal · Waterpolo · Waterskiën · Wielersport · Worstelen · Zeilen · Zwemmen